# Ерман д'Ультромон
Ерман д'Ультромон (2 квітня 1882 — 17 лютого 1943) — бельгійський вершник. Срібний призер Олімпійських ігор 1920 року в командному конкурі.